# 丹尼爾·柯克伍德
丹尼爾·柯克伍德（英語：Daniel Kirkwood，1814年9月27日—1895年6月11日）是美國天文學家。
柯克伍德1814年出生於美国馬利蘭州的哈福德县，1838年畢業於宾夕法尼亚州的約克縣立學院的數學系，並在擔任了五年的教職之後，轉任賓夕法尼亞蘭开斯特高中的校長；又經歷了五年，成為賓夕法尼亞波次維學院的校長。1851年，他赴德拉瓦學院擔任數學教授；1856年，成為印第安納州印第安納大學布鲁明顿校区的數學教授。除了1865年至1867年期间在賓州坎農斯堡的傑佛遜學院外，都在布隆明頓任教，直至1886年退休。
柯克伍德最重要的贡献是對小行星軌道的研究。1866年，他指出小行星带上距太阳某些特定距离的地方几乎没有小行星分布，這些位置以他的名字命名为為柯克伍德空隙。此外，他还最早提出流星雨源自彗星的碎片。
柯克伍德还確認了行星自轉週期和距離間的關係模式，稱為柯克伍德定律。這個發現也使柯克伍德成為享譽國際的天文學家，希爾斯·庫克·沃克稱他為“美國的克卜勒”，並聲稱柯克伍德定律證明了太陽星雲理論是廣泛適用的。但是這條定律後來证明是不成立的，因為行星自轉週期的重新測量结果不符合這些模式。
在1891年，77歲高齡的柯克伍德成為史丹佛大學的天文學讲师。1895年，柯克伍德在加利福尼亞州河濱市去世。
柯克伍德一共创作了129篇著作，包括三本書。第1578号小行星以他的名字命名为“柯克伍德”，月球上的柯克伍德环形山、印第安納大學的柯克伍德天文台也以他的名字命名。他安葬於印第安納州布隆明頓的玫瑰山公墓，并因此命名了柯克伍德大道。

## 外部連結
- （英文）丹尼尔·柯克伍德 - 在维基文库
- http://www.findagrave.com/cgi-bin/fg.cgi?page=gr&GRid=9763389&pt=（页面存档备份，存于）
- 柯克伍德小傳（英文）